# Oued Ellil
Oued Ellil (àrab: وادي الليل, Wādī al-Līl) és una ciutat de Tunísia, a la governació de Manouba, situada uns 3 km a l'oest de la ciutat de Manouba i a uns 10 km del centre de Tunis. La municipalitat tenia 47.614 habitants (2004). La ciutat va créixer sobretot a partir de 1970 amb emigrants tunisians que anaven cap a la capital, i està poblada sobretot per treballadors. La ciutat va sorgir a la vora d'un rierol sobre terrenys antigament dedicats al cultiu. Té estació de ferrocarril. La delegació, que abraça els territoris al nord-oest, sud-oest i oest de Manouba, té 52.560 habitants (cens del 2004).

## Administració
És el centre de la delegació o mutamadiyya homònima, amb codi geogràfic 14 53 (ISO 3166-2:TN-12), dividida en set sectors o imades:
- Oued Ellil (14 53 51)
- Es Saida (14 53 52)
- Er Riadh (14 53 53)
- Cité El Ouerd (14 53 54)
- Ennajet (14 53 55)
- Sanhaja (14 53 56)
- El Kobbâa (14 53 57)

Al mateix temps, forma una municipalitat o baladiyya (codi geogràfic 14 14), que s'estén pels set sectors o imades de la delegació o mutamadiyya homònima.